# فریتس کوچن
فریتس کوچن (انگلیسی: Fritz Kuchen; ۱۰ سپتامبر ۱۸۷۷ – ۲۶ مهٔ ۱۹۷۳) ورزشکار ورزش تیراندازی اهل سوئیس بود.
وی در مسابقات کشوری و بین‌المللی در مجموع برندهٔ ۳ مدال برنز شده‌است.